# Marim ja...
Marim ja ... je sedmi studijski album srbskega kantavtorja Đorđeta Balaševića. Producent albuma je Đorđe Petrović, medtem ko je avtor glasbe in vseh besedil sam Balašević. Album je posnet junija 1991 v studiu Radia Novi Sad, izdala pa ga je sarajevska založba Diskoton. Na njem se nahaja 9 pesmi.
Največjo priljubljenost sta dosegli pesmi »Ringišpil« in »Slabo divanim madžarski«.

## Album
To je hkrati prvi album na CD-ju in zadnji album na vinilu. Albuma zaradi prihajajočega razpada in vojne niso spremljali videospoti in turneja. Ponovno je bila izdana leta 1998.

## Seznam skladb
| Št.             | Naslov                                                                         | Dolžina |
| --------------- | ------------------------------------------------------------------------------ | ------- |
| 1.              | „Čovek za koga se udala Buba Erdeljan‟                                         | 5:47    |
| 2.              | „Ringišpil‟                                                                    | 5:37    |
| 3.              | „Slabo divanim madžarski‟                                                      | 3:21    |
| 4.              | „Marim ja ...‟                                                                 | 4:15    |
| 5.              | „Nevernik‟                                                                     | 3:41    |
| 6.              | „Divlji badem‟                                                                 | 3:56    |
| 7.              | „Citron pesma‟                                                                 | 3:04    |
| 8.              | „Olelole‟                                                                      | 3:46    |
| 9.              | „Kako su zli dedaci razbucali proslavu godišnjice braka kod mog druga Jevrema‟ | 4:39    |
| Skupna dolžina: | Skupna dolžina:                                                                | 38:07   |

## Zasedba
- Đorđe Balašević – vokal
- Aleksandar Dujin – klavir, sintetizator, pomožni vokali
- Aleksandar Kravić – bas kitara
- Elvis Stanić – kitara, pomožni vokali
- Tonči Grabušić – bobni, pomožni vokali
- Josip »Kiki« Kovač – violina
- Đorđe Petrović – producent
- Jan Šaš – zvočni inženir
- Siniša Horvat – zvočni inženir